# 748 a.C.
Il 748 a.C. (DCCXLVIII a.C. in numeri romani) è un anno  dell'VIII secolo a.C.

## Eventi
- Anno della Fondazione di Roma secondo Fabio Pittore